# Smällklöver
Smällklöver (Trifolium spumosum) är en ärtväxtart som beskrevs av Carl von Linné. Enligt Catalogue of Life ingår Smällklöver i släktet klövrar och familjen ärtväxter, men enligt Dyntaxa är tillhörigheten istället släktet klövrar och familjen ärtväxter. Arten har ej påträffats i Sverige. Inga underarter finns listade i Catalogue of Life.

## Bildgalleri

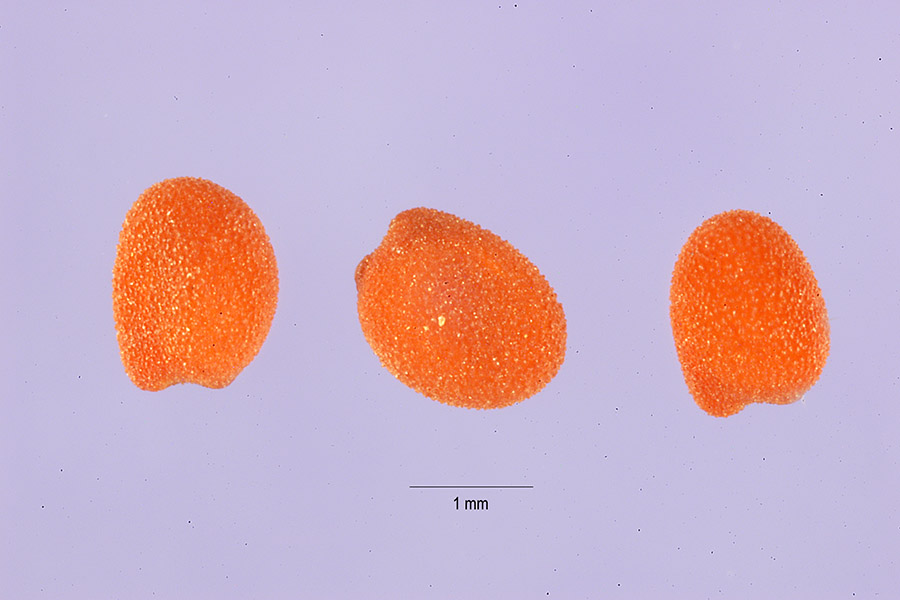